# HP Весов
HP Весов (лат. HP Librae) — одиночная переменная звезда в созвездии Весов на расстоянии приблизительно 900 световых лет (около 276 парсеков) от Солнца. Видимая звёздная величина звезды — от +13,8m до +13,65m.

## Характеристики
HP Весов — пульсирующий белый карлик, переменная звезда типа ZZ Кита (ZZB:) спектрального класса Bpec.